# Университет Сан-Марино
Университет Сан-Марино (итал. Università degli Studi della Repubblica di San Marino) — государственный университет Сан-Марино. Университет был основан приказом от 31 октября 1985 года. Университет расположен в городе-коммуне Монтеджардино.

## Департаменты
Университет насчитывает шесть департаментов (факультетов). Каждым из департаментов руководит научный комитет
- Департамент биомедицинских исследований
- Департамент коммуникации. Этот департамент занимается исследованием процессов коммуникации, при этом применяется междисциплинарный подход: рассматриваются такие разные предметные области как лингвистика, психология, философия, искусственный интеллект и другие. Председателем научного комитета являлся Умберто Эко
- Департамент экономики и технологии
- Департамент образования
- Департамент исторических исследований
- Департамент юридических исследований